# Fratellanza Bianca

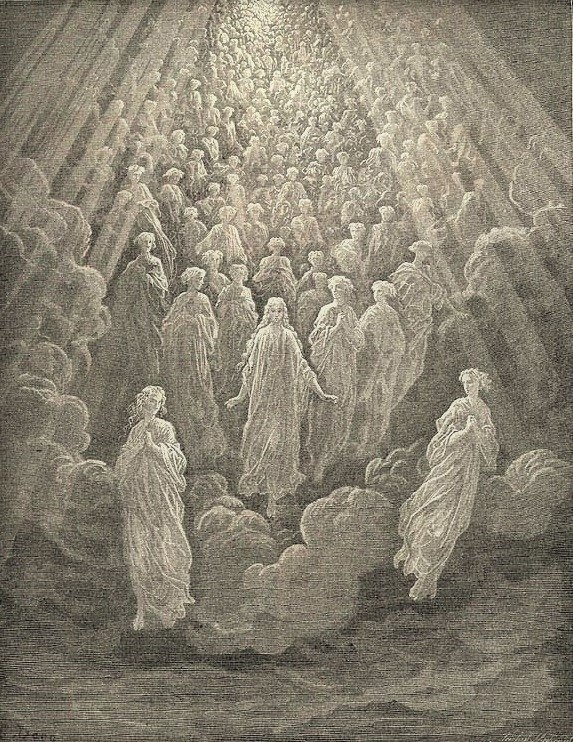
Spiriti celesti raffigurati da Gustave Doré.

Il termine Fratellanza Bianca ricorre negli scritti teosofici di Madame Blavatsky e soprattutto Alice Bailey per indicare una confraternita di esseri spirituali che sin da tempi remoti si sarebbe assunta il compito di guidare l'evoluzione dell'umanità nel suo complesso, per accompagnarla verso il suo ultimo, ineludibile destino: il raggiungimento della perfezione e della piena consapevolezza con cui ascendere volontariamente verso i gradi superiori della gerarchia dell'Essere.
Conosciuta anche come Grande Fratellanza Bianca Universale, Consiglio di Luce, Grande Loggia Bianca, Ordine di Melchisedek, e altri appellativi, viene denominata «bianca» per contrapporla alla «fratellanza oscura» che rappresenta la sua controparte negativa, essendo inoltre il bianco la sintesi di ogni altro colore.
Il termine fu adoperato da Omraam Mikhaël Aïvanhov anche per indicare un movimento spiritualista di persone mosse da ideali di fraternità, volte a favorire la crescita morale e culturale dell'umanità, nata come filiazione da un'omonima associazione fondata il 6 aprile 1900 a Varna, in Bulgaria, dal filosofo Peter Deunov, i cui esponenti rappresenterebbero in ogni caso un riflesso di quella superiore Fratellanza invisibile.

## Storia del concetto

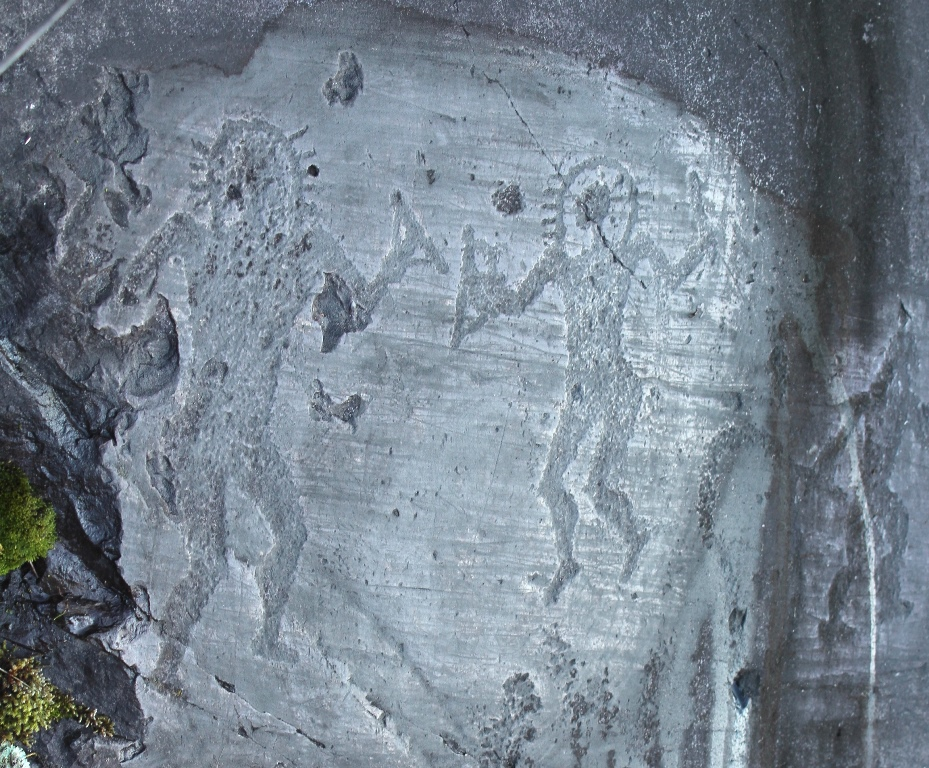
Petroglifi della valcamonica, in cui alcuni ufologi vedono confermata la teoria paleoastronautica.

Uno dei principi esoterici fondamentali divulgati dalla Società teosofica sorta nella seconda metà del XIX secolo riguarda i retroscena occulti della complessa evoluzione dell'umanità, che si attua su scala cosmica ed è legata agli aspetti sia fisici che spirituali dell'Universo. La storia dello sviluppo del genere umano sulla Terra fu originariamente esposta nella Dottrina Segreta, l'opera magna di Helena Blavatsky del 1888, secondo la quale l'evoluzione terrestre si inserisce in quella complessiva del cosmo, ed è supervisionata da una gerarchia spirituale di personalità risiedenti in luoghi segreti, i cosiddetti «Maestri dell'Antica Sapienza», i cui gradi superiori sono costituiti da esseri spirituali ancora più avanzati.
La Blavatsky si riallacciava ad alcune concezioni precedenti esposte ad esempio da Karl von Eckartshausen, che verso la fine del XVIII secolo, nel suo libro The Cloud upon the Sanctuary, denominava «Consiglio di Luce» una comunità di esseri mistici, composta sia da vivi che da anime defunte, basata in parte su dottrine cristiane come la Comunione dei Santi, e per altri aspetti su idee circolanti negli ambienti dei Rosacroce e degli Illuminati riguardo società segrete formate da adepti occulti votati alla magia a scopi benefici.

### I Maestri ascesi
Si deve in ogni caso ai fondatori del movimento teosofico, tra cui si annoverano anche il colonnello Henry Steel Olcott e lo scrittore William Judge, l'esplicita menzione di alcuni adepti della fratellanza, chiamati «mahatma», con cui la Blavatsky sarebbe stata in contatto telepatico, ricevendone l'indicazione a fondare la Società per diffondere nuovamente nel mondo la saggezza occulta degli antichi misteri.

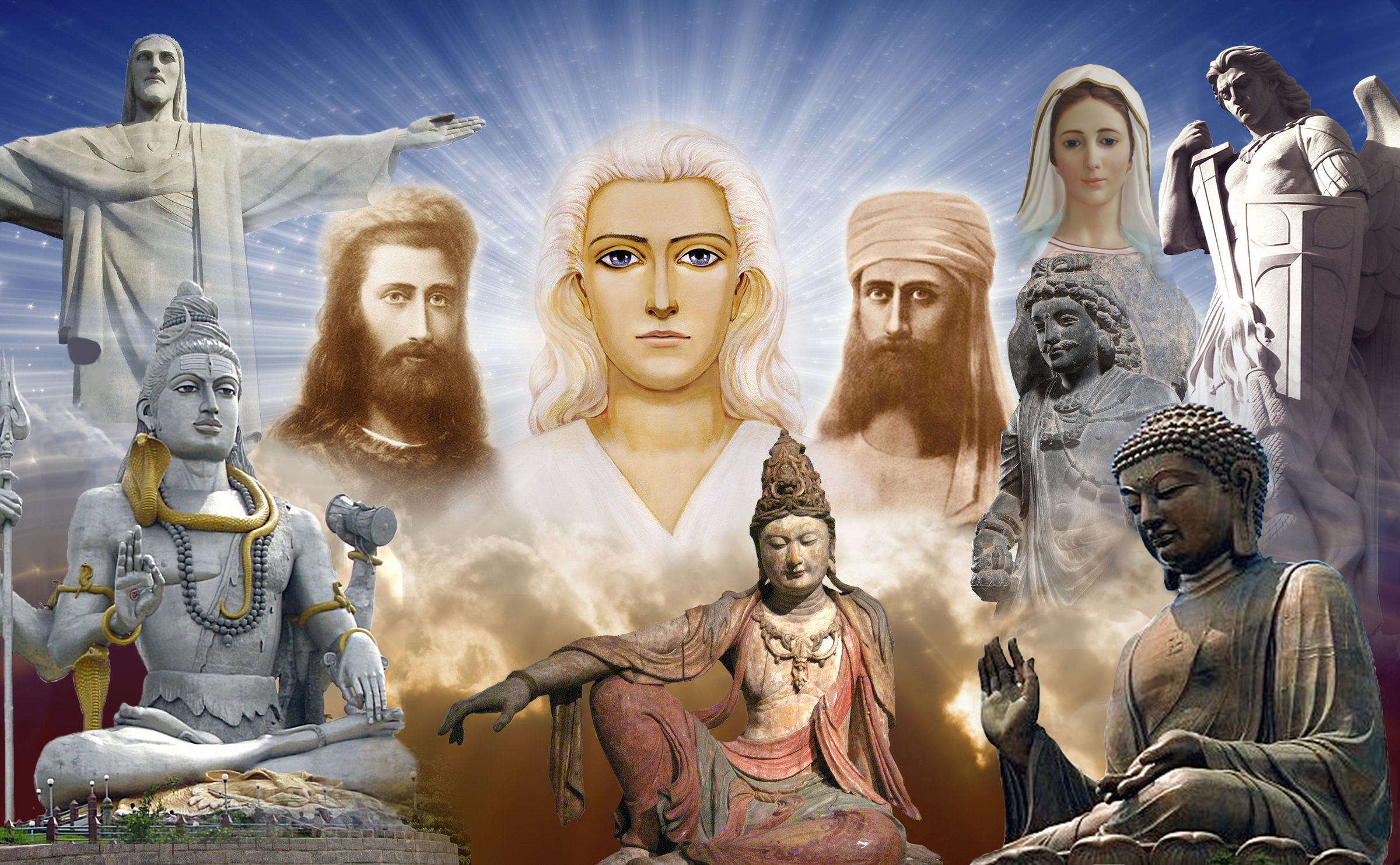
Alcuni degli esseri identificati come «maestri ascesi» secondo la dottrina teosofica.

Le sue forme di comunicazione, iniziate nel 1875, avrebbero coinvolto a partire dal 1881 anche il giornalista Alfred Percy Sinnett, che iniziò tramite la Blavatsky una fitta corrispondenza con i mahatma, le cui lettere di risposta gli arrivavano il più delle volte per «precipitazione», ossia nella stessa busta sigillata utilizzata per contenere la domanda.
Queste lettere furono successivamente pubblicate a Londra nel 1923 come Le lettere dei Mahatma M. e K.H. ad A.P. Sinnett (The Mahatma Letters for A. P. Sinnett): si tratta di una raccolta di risposte e insegnamenti di tali adepti, risiedenti in segreto nel Tibet, i più noti dei quali si facevano chiamare Morya e Koot Humi.
Entrambi affermavano di essere dei «maestri ascesi» di origine terrestre che pur avendo oltrepassato la condizione umana continuano regolarmente a incarnarsi per continuare ad assistere l'evoluzione dell'umanità sulla Terra, svolgendo così un ruolo da bodhisattva secondo la terminologia buddista.
Maestri di questo tipo comprenderebbero personaggi famosi della storia, come Buddha, Confucio, Kwan Yin, Zarathustra, Giovanni Battista, Gesù, Maria di Nazareth, il faraone Thutmose III, Pitagora, il Conte di Saint-Germain, molti dei quali sarebbero tuttora presenti con un corpo fisico sulla Terra, continuando a svolgere la loro missione da varie località come Luxor, lo Yucatán, i Carpazi ungheresi e appunto il Tibet.
Alcuni di essi ispirarono altri esponenti della Società Teosofica come Leadbeater e Annie Besant, mentre il maestro Djwal Khul avrebbe in seguito dettato psichicamente gli scritti di Alice Bailey, sotto la denominazione de «il Tibetano».

### La Gerarchia

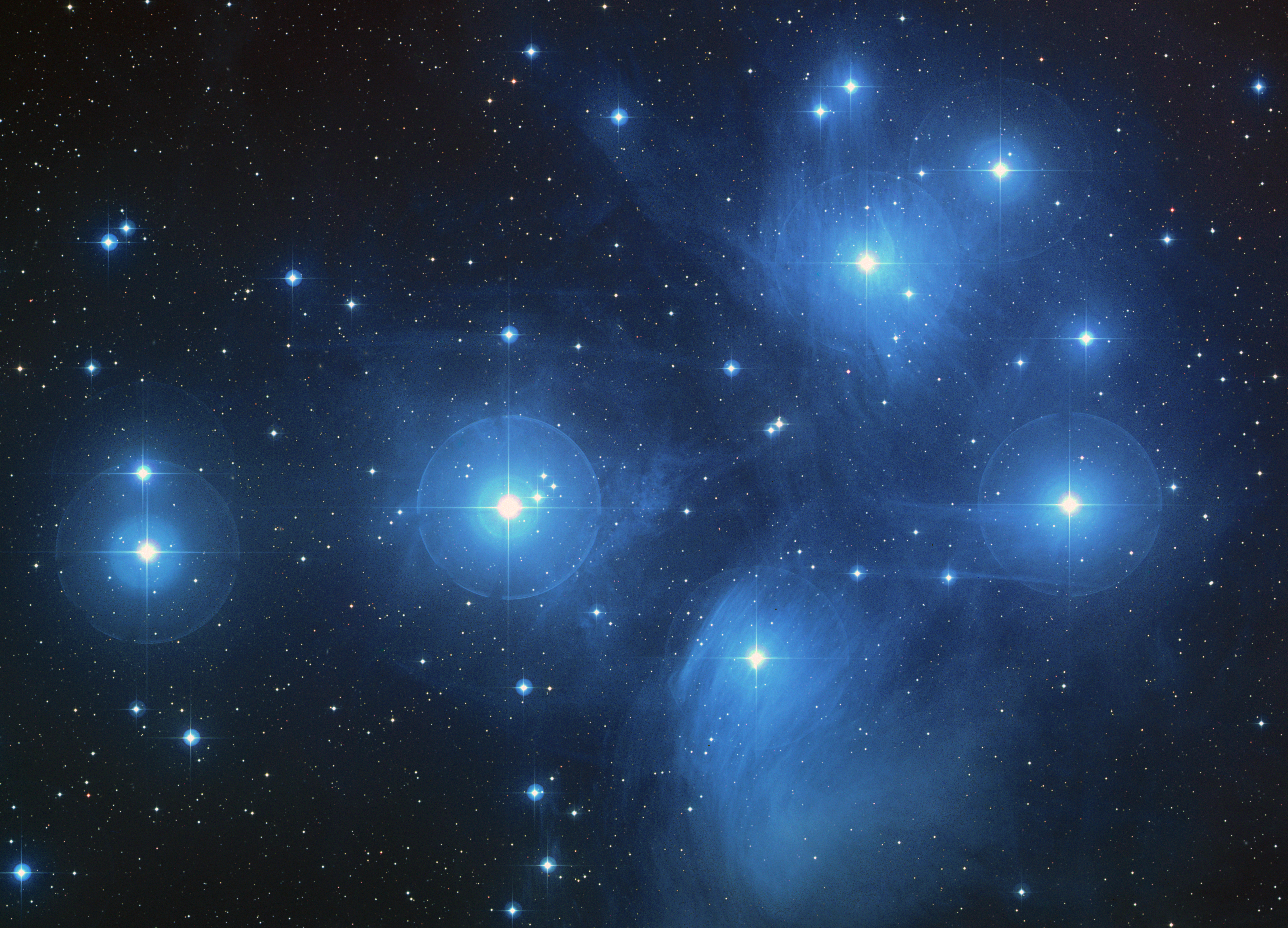
L'ammasso aperto delle Pleiadi (M45), nella costellazione del Toro, da cui discenderebbe la Fratellanza Bianca, e che insieme a Sirio ed al sistema solare forma un triangolo cosmico.

A differenza dei mahatma ispiratori della Blavatsky e della Bailey, che sarebbero pur sempre uomini normali, i membri più elevati della Fratellanza Bianca proverrebbero da altri luoghi del cosmo come Sirio, le Pleiadi, e il pianeta Venere. Da quest'ultimo in particolare, per volere di supremi direttori stellari, sarebbe giunta sulla Terra in un tempo remoto, circa 18 milioni di anni fa, una missione di spiriti venusiani guidati da Sanat Kumara, denominato l'«Antico dei Giorni», verso la metà dell'epoca lemuriana, corrispondente alla terza era terrestre secondo la cronologia teosofica, nella quale i progenitori degli umani vivevano in un periodo di turbolenza e di terrore.
(Vicente Beltrán Anglada, Los Mistérios de Shamballa, Kier, 1998)
Costoro si stabilirono a Shamballa, nel deserto del Gobi, anticamente chiamata «Isola Bianca», che divenne la loro prima sede da cui cercare di ribaltare le sorti dell'umanità, imprimendo una forte accelerazione nel suo processo evolutivo, continuando tuttora a sovrintenderlo. Si tratta di una dimora localizzabile solo su un piano eterico, diverso da quello fisico, menzionata insieme ad altre come la mitica Agarthi.
Il nuovo «signore del mondo», Sanat Kumara, venne sin da allora assistito esteriormente da altri tre kumara, più ulteriori tre operanti in incognito; fra le loro mansioni vi sarebbe il monitoraggio di entità aliene incarnate sulla Terra, comprese le creature conosciute nella letteratura ufologica come grigi, rettiliani, vampiri ecc. 
Dapprincipio i kumara avrebbero cercato di ricorrere ad incroci genetici per selezionare gli individui migliori con cui affinare sempre più la razza umana, rendendola capace di ospitare l'autocoscienza, mentre in seguito infusero loro un apporto spirituale di tipo puramente iniziatico.

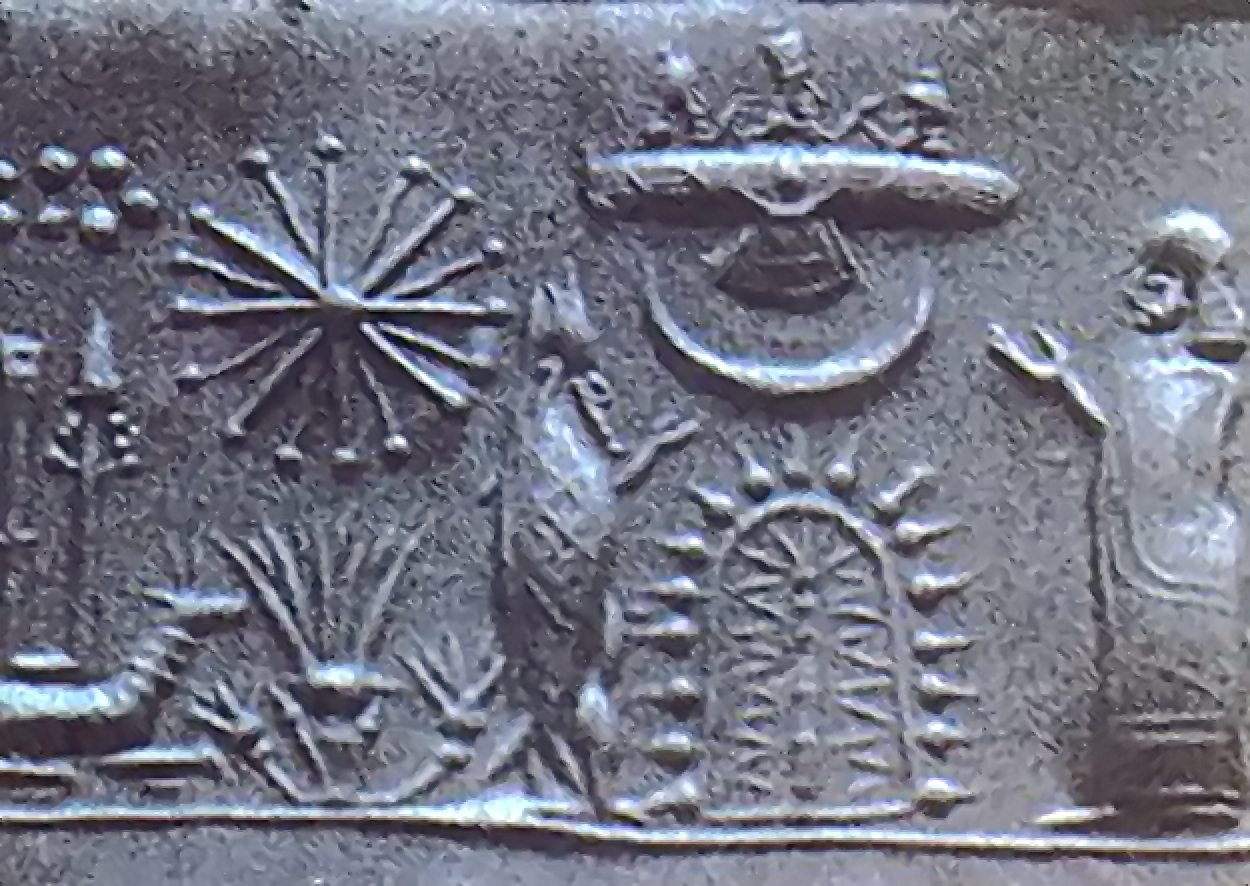
Antico sigillo cilindrico mesopotamico in cui sono raffigurati veicoli e divinità che ricordano l'aspetto di alieni.

Ognuno dei sette kumara sarebbe inoltre veicolo di uno dei cosiddetti «sette raggi», cioè le sette emanazioni divine con cui l'Assoluto si esplica irraggiandosi sulla Terra. Essi sono, secondo i colori dell'iride:
1. Volontà e potere (rosso);
2. Amore e saggezza (blu);
3. Intelligenza in azione (verde);
4. Arte e armonia (giallo);
5. Scienza e conoscenza (arancione);
6. Idealismo e devozione (indaco):
7. Magia cerimoniale (viola).

Al di sotto dei sette kumara agiscono i capi di tre dipartimenti, corrispondenti ai primi tre raggi: 
1. al primo è preposto Manu, il creatore delle razze-madri, espressione del primo raggio;
2. al secondo vi è l'Istruttore del Mondo che presiede alle religioni ed alla spiritualità mondiale, il cui ruolo, di secondo raggio, è svolto dall'entità del Cristo, che in Oriente sarebbe però conosciuta come Maitreya;
3. al terzo vi è il Signore della Civiltà detto Mahachohan, del terzo raggio, il cui compito è di influenzare lo sviluppo intellettuale delle civiltà, adempiuto tuttora dal maestro Racokzy, che tra le sue precedenti incarnazioni era stato il conte di Saint Germain.

Ad ognuno dei tre dipartimenti sottostanno a loro volta i maestri ascesi già progrediti, che a seconda delle proprie peculiari inclinazioni appartengono all'uno o all'altro di essi. Anche alcuni esseri umani infatti furono ammessi nel corso della storia a far parte della gerarchia, dopo essersi elevati, tramite specifiche iniziazioni, verso progressivi livelli di ascensione, che li hanno resi partecipi di una condizione angelica, superiore a quella umana.